# 6 Heures d'Estoril 2011
Navigation
Édition précédente Édition suivante
Les 6 Heures d'Estoril 2011 également appelée 6 Horas de Estoril 2011, disputées le 25 septembre 2011 sur le circuit d'Estoril, sont la cinquième édition des 6 Heures d'Estoril, la première sur un format de six heures, et l'ultime manche des Le Mans Series 2011.
À l'issue de la course, l'écurie suisse Rebellion Racing est sacrée championne.

## Qualifications
Les premiers de chaque catégorie sont signalés en gras.
| Pos | Class   | Team                          | Driver                   | Lap Time | Grid |
| --- | ------- | ----------------------------- | ------------------------ | -------- | ---- |
| 1   | LMP1    | No.12 Rebellion Racing        | Neel Jani                | 1:30.118 | 1    |
| 2   | LMP1    | No.16 Pescarolo Team          | Julien Jousse            | 1:30.317 | 2    |
| 3   | LMP1    | No.13 Rebellion Racing        | Jean-Christophe Boullion | 1:30.592 | 3    |
| 4   | LMP2    | No.41 Greaves Motorsport      | Tom Kimber-Smith         | 1:31.800 | 4    |
| 5   | LMP2    | No.42 Strakka Racing          | Danny Watts              | 1:32.072 | 5    |
| 6   | LMP2    | No.46 TDS Racing              | Mathias Beche            | 1:32.347 | 6    |
| 7   | LMP2    | No.45 Boutsen Energy Racing   | Thor-Christian Ebbesvik  | 1:32.695 | 7    |
| 8   | LMP2    | No.40 Race Performance        | Jonathan Hirschi         | 1:33.286 | 8    |
| 9   | LMP2    | No.39 Pecom Racing            | Pierre Kaffer            | 1:33.525 | 9    |
| 10  | LMP2    | No.43 RLR Msport              | Warren Hughes            | 1:34.066 | 10   |
| 11  | LMP2    | No.44 Extrême Limite AM Paris | Fabien Rosier            | 1:34.168 | 11   |
| 12  | FLM     | No.92 Neil Garner Motorsport  | Alex Kapadia             | 1:36.044 | 12   |
| 13  | FLM     | No.99 JMB Racing              | Nicolas Marroc           | 1:36.480 | 13   |
| 14  | FLM     | No.95 Pegasus Racing          | Patrick Simon            | 1:37.474 | 14   |
| 15  | GTE-Pro | No.66 JMW Motorsport          | Rob Bell                 | 1:39.176 | 15   |
| 16  | GTE-Pro | No.51 AF Corse                | Gianmaria Bruni          | 1:39.233 | 16   |
| 17  | GTE-Pro | No.77 Team Felbermayr-Proton  | Richard Lietz            | 1:39.374 | 17   |
| 18  | GTE-Pro | No.75 Prospeed Competition    | Marco Holzer             | 1:39.526 | 18   |
| 19  | GTE-Pro | No.89 Hankook Team Farnbacher | Dominik Farnbacher       | 1:39.749 | 19   |
| 20  | GTE-Pro | No.76 IMSA Performance        | Patrick Pilet            | 1:39.964 | 20   |
| 21  | GTE-Am  | No.67 IMSA Performance        | Nicolas Armindo          | 1:40.014 | 21   |
| 22  | GTE-Pro | No.71 AF Corse                | Jaime Melo               | 1:40.390 | 22   |
| 23  | GTE-Pro | No.79 Jota                    | Sam Hancock              | 1:40.417 | 23   |
| 24  | GTE-Am  | No.61 AF Corse                | Marco Cioci              | 1:40.588 | 24   |
| 25  | GTE-Pro | No.90 JMB Racing              | Soheil Ayari             | 1:40.746 | 25   |
| 26  | GTE-Am  | No.82 CRS Racing              | Phil Quaife              | 1:40.777 | 26   |
| 27  | GTE-Am  | No.88 Team Felbermayr-Proton  | Christian Ried           | 1:42.107 | 27   |

## Course

### Classement de la course
Voici le classement officiel au terme de la course.
- - vainqueurs de chaque catégorie
- Pour la colonne Pneus, il faut passer le curseur au-dessus du modèle pour connaître le manufacturier de pneumatiques.

| Pos.   | Classe  | N° | Équipe                  | Pilotes                                                | Châssis                     | Pneus | Tours |
| Pos.   | Classe  | N° | Équipe                  | Pilotes                                                | Moteur                      | Pneus | Tours |
| ------ | ------- | -- | ----------------------- | ------------------------------------------------------ | --------------------------- | ----- | ----- |
| 1      | LMP1    | 16 | Pescarolo Team          | Emmanuel Collard Julien Jousse                         | Pescarolo 01 Evo            | M     | 225   |
| 1      | LMP1    | 16 | Pescarolo Team          | Emmanuel Collard Julien Jousse                         | Judd GV5 S2 5.0 L V10       | M     | 225   |
| 2      | LMP1    | 13 | Rebellion Racing        | Jean-Christophe Boullion Andrea Belicchi               | Lola B10/60                 | M     | 224   |
| 2      | LMP1    | 13 | Rebellion Racing        | Jean-Christophe Boullion Andrea Belicchi               | Toyota RV8KLM 3.4 L V8      | M     | 224   |
| 3      | LMP2    | 46 | TDS Racing              | Mathias Beche Pierre Thiriet Jody Firth                | Oreca 03                    | M     | 219   |
| 3      | LMP2    | 46 | TDS Racing              | Mathias Beche Pierre Thiriet Jody Firth                | Nissan VK45DE 4.5 L V8      | M     | 219   |
| 4      | LMP2    | 41 | Greaves Motorsport      | Olivier Lombard Karim Ojjeh Tom Kimber-Smith           | Zytek Z11SN                 | D     | 217   |
| 4      | LMP2    | 41 | Greaves Motorsport      | Olivier Lombard Karim Ojjeh Tom Kimber-Smith           | Nissan VK45DE 4.5 L V8      | D     | 217   |
| 5      | LMP2    | 44 | Extrême Limite AM Paris | Fabien Rosier Manuel Mello-Breyner Pedro Mello-Breyner | Norma M200P                 | D     | 210   |
| 5      | LMP2    | 44 | Extrême Limite AM Paris | Fabien Rosier Manuel Mello-Breyner Pedro Mello-Breyner | Judd-BMW HK 3.6 L V8        | D     | 210   |
| 6      | GTE Pro | 66 | JMW Motorsport          | Rob Bell James Walker                                  | Ferrari 458 Italia GT2      | D     | 209   |
| 6      | GTE Pro | 66 | JMW Motorsport          | Rob Bell James Walker                                  | Ferrari 4.5 L V8            | D     | 209   |
| 7      | GTE Pro | 77 | Team Felbermayr-Proton  | Marc Lieb Richard Lietz                                | Porsche 911 GT3 RSR (997)   | M     | 209   |
| 7      | GTE Pro | 77 | Team Felbermayr-Proton  | Marc Lieb Richard Lietz                                | Porsche 4.0 L Flat-6        | M     | 209   |
| 8      | LMP2    | 40 | Race Performance        | Michel Frey Ralph Meichtry Jonathan Hirschi            | Oreca 03                    | D     | 208   |
| 8      | LMP2    | 40 | Race Performance        | Michel Frey Ralph Meichtry Jonathan Hirschi            | Judd-BMW HK 3.6 L V8        | D     | 208   |
| 9      | GTE Pro | 76 | IMSA Performance        | Patrick Pilet Wolf Henzler                             | Porsche 911 GT3 RSR (997)   | M     | 207   |
| 9      | GTE Pro | 76 | IMSA Performance        | Patrick Pilet Wolf Henzler                             | Porsche 4.0 L Flat-6        | M     | 207   |
| 10     | GTE Pro | 71 | AF Corse                | Jaime Melo Toni Vilander                               | Ferrari 458 Italia GT2      | M     | 206   |
| 10     | GTE Pro | 71 | AF Corse                | Jaime Melo Toni Vilander                               | Ferrari 4.5 L V8            | M     | 206   |
| 11     | GTE Am  | 67 | IMSA Performance        | Raymond Narac Nicolas Armindo                          | Porsche 911 GT3 RSR (997)   | M     | 205   |
| 11     | GTE Am  | 67 | IMSA Performance        | Raymond Narac Nicolas Armindo                          | Porsche 4.0 L Flat-6        | M     | 205   |
| 12     | FLM     | 95 | Pegasus Racing          | Mirco Schultis Patrick Simon Julien Schell             | Oreca FLM09                 | M     | 204   |
| 12     | FLM     | 95 | Pegasus Racing          | Mirco Schultis Patrick Simon Julien Schell             | Chevrolet LS3 6.2 L V8      | M     | 204   |
| 13     | GTE Pro | 79 | JOTA                    | Simon Dolan Sam Hancock                                | Aston Martin V8 Vantage GT2 | D     | 204   |
| 13     | GTE Pro | 79 | JOTA                    | Simon Dolan Sam Hancock                                | Aston Martin 4.5 L V8       | D     | 204   |
| 14     | FLM     | 99 | JMB Racing              | Peter Kutemann (de) Nicolas Marroc                     | Oreca FLM09                 | M     | 203   |
| 14     | FLM     | 99 | JMB Racing              | Peter Kutemann (de) Nicolas Marroc                     | Chevrolet LS3 6.2 L V8      | M     | 203   |
| 15     | GTE Am  | 82 | CRS Racing              | Phil Quaife Adam Christodoulou Klaas Hummel            | Ferrari F430 GTC            | M     | 203   |
| 15     | GTE Am  | 82 | CRS Racing              | Phil Quaife Adam Christodoulou Klaas Hummel            | Ferrari 4.0 L V8            | M     | 203   |
| 16     | GTE Am  | 88 | Team Felbermayr-Proton  | Horst Felbermayr, Jr. Christian Ried                   | Porsche 911 GT3 RSR (997)   | M     | 202   |
| 16     | GTE Am  | 88 | Team Felbermayr-Proton  | Horst Felbermayr, Jr. Christian Ried                   | Porsche 4.0 L Flat-6        | M     | 202   |
| 17     | LMP2    | 43 | RLR Msport              | Barry Gates Rob Garofall Warren Hughes                 | MG-Lola EX265               | D     | 201   |
| 17     | LMP2    | 43 | RLR Msport              | Barry Gates Rob Garofall Warren Hughes                 | Judd-BMW HK 3.6 L V8        | D     | 201   |
| 18     | LMP2    | 42 | Strakka Racing          | Danny Watts Jonny Kane Nick Leventis                   | HPD ARX-01d                 | M     | 201   |
| 18     | LMP2    | 42 | Strakka Racing          | Danny Watts Jonny Kane Nick Leventis                   | HPD HR28TT 2.8 L Turbo V6   | M     | 201   |
| 19     | GTE Pro | 90 | JMB Racing              | Soheil Ayari Pascal Ballay Manuel Rodrigues            | Ferrari 458 Italia GT2      | M     | 197   |
| 19     | GTE Pro | 90 | JMB Racing              | Soheil Ayari Pascal Ballay Manuel Rodrigues            | Ferrari 4.5 L V8            | M     | 197   |
| 20     | LMP1    | 12 | Rebellion Racing        | Neel Jani Nicolas Prost                                | Lola B10/60                 | M     | 187   |
| 20     | LMP1    | 12 | Rebellion Racing        | Neel Jani Nicolas Prost                                | Toyota RV8KLM 3.4 L V8      | M     | 187   |
| 21     | FLM     | 92 | Neil Garner Motorsport  | John Hartshorne Alex Kapadia Tor Graves                | Oreca FLM09                 | M     | 173   |
| 21     | FLM     | 92 | Neil Garner Motorsport  | John Hartshorne Alex Kapadia Tor Graves                | Chevrolet LS3 6.2 L V8      | M     | 173   |
| 22     | GTE Am  | 61 | AF Corse                | Piergiuseppe Perazzini Marco Cioci Stéphane Lémeret    | Ferrari F430 GTC            | M     | 164   |
| 22     | GTE Am  | 61 | AF Corse                | Piergiuseppe Perazzini Marco Cioci Stéphane Lémeret    | Ferrari 4.0 V8              | M     | 164   |
| 23 Abd | LMP2    | 45 | Boutsen Energy Racing   | Dominik Kraihamer Thor-Christian Ebbesvik              | Oreca 03                    | D     | 218   |
| 23 Abd | LMP2    | 45 | Boutsen Energy Racing   | Dominik Kraihamer Thor-Christian Ebbesvik              | Nissan VK45DE 4.5 L V8      | D     | 218   |
| 24 Abd | GTE Pro | 89 | Hankook Team Farnbacher | Dominik Farnbacher Allan Simonsen                      | Ferrari 458 Italia GT2      | H     | 99    |
| 24 Abd | GTE Pro | 89 | Hankook Team Farnbacher | Dominik Farnbacher Allan Simonsen                      | Ferrari 4.5 L V8            | H     | 99    |
| 25 Abd | LMP2    | 39 | Pecom Racing            | Matías Russo Luís Pérez Companc Pierre Kaffer          | Lola B11/40                 | M     | 97    |
| 25 Abd | LMP2    | 39 | Pecom Racing            | Matías Russo Luís Pérez Companc Pierre Kaffer          | Judd-BMW HK 3.6 L V8        | M     | 97    |
| 26 Abd | GTE Pro | 51 | AF Corse                | Giancarlo Fisichella Gianmaria Bruni                   | Ferrari 458 Italia GT2      | M     | 11    |
| 26 Abd | GTE Pro | 51 | AF Corse                | Giancarlo Fisichella Gianmaria Bruni                   | Ferrari 4.5 L V8            | M     | 11    |
| 27 Abd | GTE Pro | 75 | Prospeed Competition    | Marco Holzer Marc Goossens                             | Porsche 911 GT3 RSR (997)   | M     | 2     |
| 27 Abd | GTE Pro | 75 | Prospeed Competition    | Marco Holzer Marc Goossens                             | Porsche 4.0 L Flat-6        | M     | 2     |